# Willi Eichhorn
Wilhelm „Willi“ Eichhorn (* 23. August 1908 in Walldorf; † 24. Mai 1994 in Mannheim) war ein deutscher Ruderer, der mit dem Zweier ohne Steuermann 1936 Olympiasieger wurde.
Willi Eichhorn vom Mannheimer Ruder-Club von 1875 belegte zusammen mit Walter Zahn 1932 den zweiten Platz bei der Deutschen Meisterschaft, 1934 erreichten die beiden Ruderer den dritten Platz. 1935 wechselte Hugo Strauß zu Eichhorn ins Boot und die beiden wurden Meisterschaftszweite. Im Jahr darauf konnten die beiden Ruderer den Titel gewinnen und sich damit für die Olympischen Spiele 1936 qualifizieren. Dort ruderten sich die beiden mit einem Sieg im dritten Vorlauf direkt in das Finale. Im Finale siegten sie mit drei Sekunden Vorsprung auf das Boot aus Dänemark. 1938 belegten die beiden Mannheimer noch einmal den zweiten Platz bei der deutschen Meisterschaft.
Eichhorn trat zum 3. Juni 1933 der SS bei (SS-Nummer 104.730), zum 17. August 1936 wurde er zum SS-Untersturmführer befördert.